# Asymmetrischer-Fluss-Feldflussfraktionierung
Die Asymmetrischer-Fluss-Feld-Fluss-Fraktionierung (AF4/aFFFF, engl. asymmetric flow field-flow fractionation), oft auch als „asymmetrische Fluss-Feldflussfraktionierung“ bezeichnet, ist eine junge Trennmethode für die Fraktionierung und Analyse von Stoffen. Es handelt sich um eine Variante der Feld-Fluss-Fraktionierung (FFF).

aFFFF-Kanal

Die AF4 ist in gewissen Molmassenbereichen (ca. 1 kDa–10 MDa) komplementär mit der Größenausschlusschromatographie (GPC/SEC). Während bei der SEC die Trennung aufgrund der molekülgrößenabhängigen Wechselwirkungen mit einer porösen stationären Phase erfolgt, wird bei der FFF ein senkrecht zur Flussrichtung angelegtes Feld verwendet. Mit der FFF ist es möglich, neben geladenen und ungeladenen Polymeren, Aggregaten und Proteinen selbst Viren zu analysieren. Trennungen erfolgen in einem Bereich von etwa 1 nm bis 100 µm.
Die Detektion der eluierten Analyten erfolgt mit Hilfe von UV-Spektrometern, Brechungsindexdetektoren und Lichtstreudetektoren. Die Kopplung der AF4 mit multiangle laser light scattering (MALLS) erlaubt die Analyse von Partikelgrößen ohne Verwendung von Größenstandards.
Der Vorteil der FFF gegenüber der SEC besteht in ihrer Geschwindigkeit, dem Fehlen von Scherkräften und Wechselwirkungen zur stationären Phase und dem dynamischen Separationsbereich. Die Trennung ist schonend und hochauflösend. Analyten können gelöst oder dispergiert vorliegen.